# Екатерина (фрегат, 1828)
Екатери́на — парусный фрегат Балтийского флота Российской империи, один из фрегатов типа «Спешный».

## Основные характеристики
Относился к рангу 44-пушечных фрегатов, но имел 56 орудий.
- Водоизмещение = около 1950 т[3];
- Длина по верхней палубе = 48,6 м.[3];
- Ширина по мидель-шпангоуту = 12,7 м.[3];
- Осадка = 3,9 м.[3];
- Арт. вооружение = 56 ор.[3]. (24-фн — по штату[4]);
- Экипаж = 340/430 человек[3].

## История службы
Парусный фрегат «Екатерина» был заложен на стапеле Нового адмиралтейства в Санкт-Петербурге 5 (17) декабря 1827 года и после спуска на воду 10 (22) сентября 1828 года вошёл в состав Балтийского флота России. Строительство корабля вёл кораблестроитель в звании штабс-капитана Корпуса корабельных инженеров Я. А. Колодкин.
- В 1829, 1830, 1832—1834 находился в практических плаваниях в Балтийском море и Финском заливе. Кроме того, в мае 1830 ходил в Любек, в 1832 доставил в Данциг полевую артиллерию.
- В 1831 в составе эскадры вице-адмирала Ф. Ф. Беллинсгаузена крейсировал у берегов Курляндии с целью предотвратить оказание помощи польским мятежникам. Дважды высаживал десант у города Поланген.
- В 1837 году тимберован в Кронштадте.
- В 1840, 1841, 1843, 1847 и 1848 в составе эскадр находился в практических плаваниях в Финском заливе и Балтийском море.
- В 1844 в составе эскадры вице-адмирала Г. И. Платера ходил в практическое плавание в Северное море.
- С 1849 стоял в Кронштадтском порту.
- Разобран в 1854 году[3].

## Командиры фрегата
Командирами фрегата «Екатерина» в составе Российского императорского флота в разное время служили:
- барон Р. Н. Левендаль (1829 год);
- В. И. Румянцев (1830—1831 годы);
- П. Ф. Анжу (1832 годы);
- Я. А. Шихманов (1833—1834 годы);
- барон П. К. Розен (1840—1841 годы);
- Б. А. Глазенап (1843 год);
- Р. А. Адамс (1844—1845 годы);
- капитан-лейтенант, а с 26 ноября (8 декабря) 1847 года капитан 2-го ранга Е. Н. Броун (1847 год);
- Л. А. Бубнов (1848 год);
- И. В. Харитонов (1850 год).

### Комментарии
1. ↑  Строительство фрегата согласно книге Л. И. Голенищева-Кутузова «О судах Балтийского флота, построенных со времени вступления на престол государя императора Николая Павловича» длилось 9 месяцев и 5 дней[5].